# 나카기리촌
나카기리촌(中切村)은 히로시마현 가모군에 있던 촌이다. 현재의 구레시에 해당한다.

## 역사
- 1889년 4월 1일 - 정촌제 시행에 의해 가모군 나카기리촌이 성립하였다.
- 1942년 4월 1일 - 가모군 노로촌과 합병, 노로촌이 신설해 폐지되었다.

## 참고문헌
- 『市町村名変遷辞典』東京堂出版、1990年。